# Basil Ward
Basil Robert Ward (Hawke's Bay, 22 de julio de 1902-Arnside, 1976) fue un arquitecto racionalista neozelandés establecido en el Reino Unido. 

## Trayectoria
Se formó en su país natal, Nueva Zelanda. En 1923 se instaló en Inglaterra, donde amplió sus estudios en la Barlett School de Londres. En 1927 ganó la beca Henry Jarvis de la Escuela Inglesa de Roma.
En 1930 se asoció con Amyas Connell, otro arquitecto neozelandés, con el que realizó la casa New Farm en Greyswood (Surrey, 1932), característica por su planta asimétrica y una estructura de hormigón armado monolítico.
En 1933 se asociaron con Colin Lucas, formando el estudio Connell, Ward & Lucas, uno de los más vanguardistas del país, interesado especialmente en la experimentación con nuevas técnicas de construcción. Especializados en casas de ámbito privado, fueron autores de la Concrete House en Westbury-on-Trym (1934), Kent House en Chalk Fram (Londres, 1934), las casas de Parkwood Estate en Ruislip (Londres, 1935), las de Temple Gardens n.º 6 en Moor Park (1937) y de Frognal n.º 66 en Hampstead (1938), de inspiración lecorbusieriana. En 1939 disolvieron la sociedad.
Tras la Segunda Guerra Mundial se asoció con Keith Murray, otro neozelandés establecido en Inglaterra, con quien construyó diversos hospitales y edificios industriales y comerciales, en un estilo convencional alejado ya de la vanguardia.